# Grup de Folk
Grup de Folk fue un grupo de músicos y animadores españoles que surgió en Barcelona (Cataluña) entre los años 1967 y 1968, dentro del movimiento reivindicativo de la Nova Cançó.

## Historia
El grupo nació como una alternativa festiva a la banda Els Setze Jutges. Mientras dicha agrupación tenía como referencia las canciones francesas, Grup de Folk se decantó por la recuperación de las canciones populares catalanas y, por otro lado, la adaptación de letras de todo otros países haciendo hincapié en el Folk Song norteamericano, como la traducción de la canción Puff, the Magic Dragon.
A pesar de corta trayectoria, Grup de Folk realizó numerosos conciertos y festivales entre los cuales destaca el Festival Folk en el Parque de la Ciudadela de Barcelona en 1968. Algunas de sus actuaciones en directo, llegando a las 7 horas, fueron grabados en discos de larga durada como Festival Folk (Als 4 Vents, 1967) y Folk 2 (Als 4 Vents, 1968).
Treinta años después de la disolución, el grupo se volvió a unir para actualizar sus canciones, tocarlas en directo y grabar nuevos discos como Els temps encara estan canviant (DiscMedi-Blau, 2001) y Els temps encara estan canviant. Les cançons del Grup de Folk 2 (DiscMedi-Blau, 2003).

## Miembros
Grup de Folk no tenía una formación fija; variaba según las actuaciones. Algunos de los miembros más activos fueron Jaume Arnella, Xesco Boix, Falsterbo 3 (Eduard Estivill, Joan Boix y Amadeu Bernadet), Pau Riba, Jordi Roura i Llauradó, Jordi Pujol i Cortès, Enric Herrera, Albert i Jordi Batiste, Jaume Sisa, Oriol Tramvia, Consol i Ramon Casajoana, Gabriel Jaraba, Josep Maria Camarasa, Jaume Vallcorba o Josep Molí. Otros miembros que participaron en las actuaciones, pero sin aparecer en las grabaciones fueron Maria del Mar Bonet y Ovidi Montllor. En el concierto que presentaron en el festival «Canet Rock» de 1975 estuvieron presentes Manel Joseph de la Orquestra Plateria y El Grup el Sac.

## Discografía
- 1967, Festival Folk
- 1968, Folk 2
- 1975, Folk 5
- 2001, Els Temps Encara Estan Canviant
- 2003, Els Temps Encara Estan Canviant II
- 2007, Què fas polissó?

## Varios
- Traducción al catalán y posterior comercialización de la popular canción norteamericana Puff, the Magic Dragon bajo el nombre de Paff, el Drac Màgic.